# Вейналдум, Ясмин
Ясмин Вейналдум (англ. Yasmin Wijnaldum; род. 10 июля 1998, Амстердам) — голландская фотомодель. Она известна своей уверенной походкой по подиуму.

## Ранняя жизнь
Она родилась в Амстердаме, Нидерланды. Её отец из Суринама, а мать из Нидерландов. Она переехала в Нью-Йорк в 16 лет.

## Личная жизнь
С 2021 года встречается с актёром Томасом Доэрти.

## Карьера
Ясмин дебютировала в модельном бизнесе во время конкурса Elite Model Look в 2014 году, где она представляла Нидерланды во время мирового финала и выиграла контракт с амстердамским филиалом Elite Model Management. После подписания контракта с Elite Worldwide и The Society она дебютировала на подиуме на показе Jean-Paul Gaultier Haute Couture F/W 15 и выступала эксклюзивно для Prada во время показа сезона весна-лето 16, где впоследствии она заказала рекламную кампанию весна-лето 16 вместе с Сашей Пивоваровой и Натальей Водяновой. Её первая обложка журнала была для летнего номера ID Magazine за 2016 год. В 2018 году она дебютировала на показе Victoria’s Secret Fashion Show 2018.
В 2017 году Ясмин была выбрана одной из «11 моделей, которые вам нужно знать» по версии журнала Vogue Arabia.
С 2017 по 2019 год Ясмин входила в число «50 лучших моделей» по версии Models, а также входила в его бывший список «самых сексуальных». В 2018 году она вошла в ежегодный список 500 человек, формирующих индустрию моды, по версии журнала Business of Fashion.

## Официальные ссылки
- Ясмин Вейналдум на Models